# Inter-Simple Sequence Repeat
I-SSR, o Inter-Simple Sequence Repeat, o Inter-microsatelliti, sono una tipologia di marcatori genetici (o marcatori molecolari) dominanti, multilocus, poco utilizzati. Essi differiscono dai marcatori microsatelliti in quanto i loro primer sono ancorati a microsatelliti adiacenti, amplificando la regione tra loro compresa.
In quanto multilocus, consentono di saggiare più loci per ogni analisi; in quanto dominanti, non consentono la distinzione genotipica (tra omozigote ed eterozigote) in una certa posizione.